# Vrbas (fiume)
Il Vrbas (in cirillico: Врбас) è un fiume della Bosnia ed Erzegovina occidentale.

## Geografia
La sua sorgente si trova sul lato meridionale del monte Vranica, a circa 1530 metri di quota e confluisce da destra nel fiume Sava a quota 90 metri circa.
Il fiume forma un bacino di circa 6 386 m², ricevendo le acque dai fiumi Pliva, Ugar, Crna Rijeka e Vrbanja, che si riversano lungo il medio percorso del fiume.
Bagna i comuni di Gornji Vakuf-Uskoplje, Bugojno, Donji Vakuf, Jajce e Banja Luka, snodandosi per 235 chilometri formando canyon che sono ideali per la pratica del rafting e del kayak.
Nei pressi di Jajce le acque del Pliva confluendo nel Vrbas danno origine a delle famose cascate.

## Etimologia
L'idronimo deriva dalla parola serbo-croata vrba, che significa salice. Diede in prestito il suo nome ad una delle banovine del Regno di Jugoslavia, la Vrbaska banovina ("banovina del Vrbas").

## Storia
Sin dall'epoca dell'Impero austro-ungarico, dal 1894 il fiume viene sfruttato come fonte di energia idroelettrica grazie alle sue acque, velocissime a causa della forte pendenza.
Le due centrali attualmente in funzione sono datate 1954 e 1957.
Il fiume è stato sede dei Campionati Europei di "Whitewater Rafting" 2005 e ha ospitato il 19-20 luglio 2014 gli Europei Junior di canoa (discesa fluviale).